# Heorta carema
Heorta carema är en fjärilsart som beskrevs av William Schaus 1906. Heorta carema ingår i släktet Heorta och familjen tandspinnare. Inga underarter finns listade i Catalogue of Life.